# Venera Guimadieva
Venera Faritovna Guimadieva (en ruso: Венера Фаритовна Гимадиева; 28 de mayo de 1984) es una soprano rusa, especialista en ópera rusa.

## Biografía
Nació en Kazán (entonces la URSS, actualmente Rusia) y estudió en la Escuela Superior de Música de dicha ciudad; posteriormente, estudió música en el Conservatorio de San Petersburgo o en el Conservatorio del Teatro Bolshoi. Tras ganar varios concursos de canto como el Rimski-Kórsakov en 2008, ingresa en los cuerpos estables del Teatro Bolshoi, teatro en donde ha interpretado numerosas óperas eslavas como Marfa en La novia del zar (de Nikolai Rimski-Kórsakov), Ksenia en Borís Godunov de Modest Músorgski o la Renia de Shemaja en El gallo de oro también de Rimski-Kórsakov.
Vimadieva también ha abordado roles italianos que le ayudarían a desembarcar en los cosos operísticos más importantes de Europa. Interpretar a Violeta Valery (La traviata de Giuseppe Verdi) la ha llevado a cantar en la Ópera de París, la Royal Opera House de Londres, La Fenice de Venecia, el Teatro Real de Madrid o el Festival de Glyndebourne. Otros roles italianos que ha abordado con éxito son Gilda de Rigoletto (Verdi), Julieta de Capuletos y Montescos de Vincenzo Bellini o Elvira de Los puritanos del mismo compositor.
También ha incursionado en repertorio francés como la Julieta de Romeo y Julieta de Charles Gounod